# Кармоди, Роберт
Роберт Джон Кармоди (англ. Robert John Carmody, 4 сентября 1938, Бруклин — 27 октября 1967, Сайгон) — американский боксёр наилегчайшей весовой категории, выступал за сборную США в первой половине 1960-х годов. Бронзовый призёр летних Олимпийских игр в Токио, обладатель бронзовой медали Панамериканских игр, многократный победитель различных армейских первенств. Погиб на пике своей карьеры в ходе Войны во Вьетнаме.

## Биография
Роберт Кармоди родился 4 сентября 1938 года в Бруклине, Нью-Йорк, рос в малообеспеченной семье, часто дрался с другими детьми. В 1957 году пошёл служить в армию, через какое-то время вместе с приятелем-тяжеловесом присоединился к армейской боксёрской команде. Год спустя в составе 11-й воздушно-десантной дивизии был отправлен на службу в Германию, где продолжил активно заниматься боксом. В 1961 году в наилегчайшем весе завоевал титул чемпиона американского армейского первенства, который впоследствии удерживал в течение четырёх лет, кроме того, в 1962 году выиграл титул чемпиона по версии Международного армейского спортивного совета и в 1963-м взял бронзу на Панамериканских играх.
Благодаря череде удачных выступлений был приглашён в тренировочный лагерь национальной сборной и, победив своего конкурента Мелвина Миллера, прошёл отбор на летние Олимпийские игры 1964 года в Токио. В лагере Кармоди подружился с будущим великим чемпионом Джо Фрейзером, в частности, после неудачного боя отговорил его заканчивать карьеру боксёра. Позже Фрейзер отмечал следующее: «У меня были трудные времена, одна сплошная чёрная полоса, но этот парень помог мне выбраться из сложившейся непростой ситуации. Я люблю его как брата». На Олимпиаде Кармоди серьёзно повредил левую руку в ходе четвертьфинального боя против немца Отто Бабиаша, поэтому в полуфинале боксировал с итальянцем Фернандо Атцори не в полную силу и проиграл по очкам раздельным решением судей.
После Олимпийских игр Боб Кармоди вернулся на службу в Германию, женился и завёл двоих детей. Одновременно с этим не оставлял бокс, работал тренером, вплоть до 1967 года консультировал различные армейские боксёрские команды, после чего был призван на Вьетнамскую войну. Друзья пытались отговорить его ехать на фронт, поскольку их команда всё время посвящала боксу и не имела достаточной военной подготовки, но спортсмен был непреклонен, считая участие в войне своим долгом. 27 октября, спустя несколько недель после прибытия в горячую точку, отряд сержанта Кармоди из шести человек патрулировал местность недалеко от Сайгона и попал в засаду вьетконговцев. В ходе одиннадцатичасового боя пятеро солдат погибли, в том числе Кармоди. Посмертно награждён медалями «Бронзовая звезда» и «Пурпурное сердце».